# Premiul Oscar pentru cea mai bună imagine
Premiul Oscar pentru cea mai bună imagine este unul dintre premiile Oscar, acordate de „Academy of Motion Picture Arts and Sciences”. În 1928, la prima apariție în programul decernării premiilor, la această categorie nominalizații nu au fost aleși pentru un singur film, ci pentru tot ce făcuseră în anul respectiv. Premiul a fost acordat lui Karl Struss și Charles Rosher care fuseseră nominalizați împreună pentru munca la filmul Sunrise, dar și separat pentru celelalte filme la care colaboraseră în anul respectiv. În al doilea an al premiilor Oscar, categoria a dispărut din program, iar la a treia ediție au fost nominalizate filme, nu cei care se ocupaseră de imaginea filmului.
Abia din 1932 a fost adoptat sistemul de nominalizare a unei persoane (sau a unui grup de persoane) pentru un singur film.
Între 1940 și 1968 (cu excepția anului 1958), au fost acordate premii separate pentru filmele alb-negru și pentru cele color.

## Anii 2020
- 2024: Lol Crawley – Brutalistul
- 2023: Hoyte van Hoytema – Oppenheimer
- 2022: James Friend – Nimic nou pe frontul de vest
- 2021: Greig Fraser – Dune
- 2020/21: Erik Messerschmidt – Mank

## Anii 2010
- 2019: Roger Deakins - 1917
- 2018: Alfonso Cuarón - Roma
- 2017: Roger Deakins - Blade Runner 2049
- 2016: Emmanuel Lubezki - The Revenant
- 2015: Emmanuel Lubezki - Birdman
- 2014: Emmanuel Lubezki - Gravity
- 2013: Claudio Miranda - Life of Pi
- 2012: Robert Richardson - Hugo
- 2011: Wally Pfister - Inception
- 2010: Mauro Fiore – Avatar

## Anii 2000
- 2009: Anthony Dod Mantle – Slumdog Millionaire
- 2008: Robert Elswit – There Will Be Blood
- 2007: Guillermo Navarro – Pan's Labyrinth
- 2006: Dion Beebe – Memoirs of a Geisha
- 2005: Robert Richardson – The Aviator
- 2004: Russell Boyd – Master and Commander: The Far Side of the World
- 2003: Conrad Hall – Road to Perdition
- 2002: Andrew Lesnie – The Lord of the Rings: The Fellowship of the Ring
- 2001: Peter Pau – Crouching Tiger, Hidden Dragon
- 2000: Conrad Hall – Frumusețe americană

## Anii 1990
- 1999: Janusz Kamiński – Saving Private Ryan
- 1998: Russell Carpenter – Titanic
- 1997: John Seale – The English Patient
- 1996: John Toll – Braveheart
- 1995: John Toll – Legends of the Fall
- 1994: Janusz Kamiński – Lista lui Schindler
- 1993: Philippe Rousselot – A River Runs Through It
- 1992: Robert Richardson – JFK
- 1991: Dean Semler – Dances with Wolves
- 1990: Freddie Francis – Glory

## Anii 1980
- 1989: Peter Biziou – Mississippi Burning
- 1988: Vittorio Storaro – The Last Emperor
- 1987: Chris Menges – The Mission
- 1986: David Watkin – Out of Africa
- 1985: Chris Menges – The Killing Fields
- 1984: Sven Nykvist – Fanny and Alexander
- 1983: Billy Williams și Ronnie Taylor – Gandhi
- 1982: Vittorio Storaro – Reds
- 1981: Geoffrey Unsworth și Ghislain Cloquet – Tess
- 1980: Vittorio Storaro – Apocalypse Now

## Anii 1970
- 1979: Nestor Almendros – Days of Heaven
- 1978: Vilmos Zsigmond – Close Encounters of the Third Kind
- 1977: Haskell Wexler – Adevăratul curaj (Bound for Glory)
- 1976: John Alcott – Barry Lyndon
- 1975: Fred J. Koenekamp și Joseph Biroc – The Towering Inferno
- 1974: Sven Nykvist – Cries and Whispers
- 1973: Geoffrey Unsworth – Cabaret
- 1972: Oswald Morris – Fiddler on the Roof
- 1971: Freddie Young – Ryan's Daughter
- 1970: Conrad L. Hall – Butch Cassidy and the Sundance Kid

## Anii 1960
- 1969: Pasqualino De Santis – Romeo and Juliet

Din 1968 s-a revenit la o singură categorie:
- 1968: Burnett Guffey – Bonnie & Clyde
- 1967
  - Haskell Wexler, Who's Afraid of Virginia Woolf? (Alb-negru)
  - Ted Moore, Un om pentru eternitate (Color)
- 1966
  - Ernest Laszlo, Ship of Fools (Alb-negru)
  - Freddie Young, Doctor Zhivago (Color)
- 1965
  - Walter Lassally, Zorba the Greek (Alb-negru)
  - Harry Stradling, My Fair Lady (Color)
- 1964
  - James Wong Howe, Hud (Alb-negru)
  - Leon Shamroy, Cleopatra (Color)
- 1963
  - Jean Bourgoin, Walter Wottitz, The Longest Day (Alb-negru)
  - Freddie Young, Lawrence of Arabia (Color)
- 1962
  - Eugen Schüfftan, The Hustler (Alb-negru)
  - Daniel L. Fapp, West Side Story (Color)
- 1961
  - Freddie Francis, Sons and Lovers (Alb-negru)
  - Russell Metty, Spartacus (Color)
- 1960
  - William C. Mellor, The Diary of Anne Frank (Alb-negru)
  - Robert Surtees, Ben-Hur (Color)

## Anii 1950
Din 1959 s-a revenit la categorii separate pentru filmele alb-negru și color:
- 1959
  - Sam Leavitt, The Defiant Ones (Alb-negru)
  - Joseph Ruttenberg, Gigi (Color)

În 1958 a fost acordat un singur premiu:
- 1958 - Jack Hildyard, The Bridge on the River Kwai
- 1957
  - Joseph Ruttenberg, Somebody Up There Likes Me (Alb-negru)
  - Lionel Lindon, Around the World in Eighty Days (Color)
- 1956
  - James Wong Howe, The Rose Tattoo (Alb-negru)
  - Robert Burks, To Catch a Thief (Color)
- 1955
  - Boris Kaufman, On the Waterfront (Alb-negru)
  - Milton R. Krasner, Three Coins in the Fountain (Color)
- 1954
  - Burnett Guffey, From Here to Eternity (Alb-negru)
  - Loyal Griggs, Shane (Color)
- 1953
  - Robert Surtees, The Bad and the Beautiful (Alb-negru)
  - Winton Hoch și Archie Stout, The Quiet Man (Color)
- 1952
  - William C. Mellor, A Place in the Sun (Alb-negru)
  - Alfred Gilks și John Alton, An American in Paris (Color)
- 1951
  - Robert Krasker, The Third Man (Alb-negru)
  - Robert Surtees, King Solomon's Mines (Color)
- 1950
  - Paul C. Vogel, Battleground (Alb-negru)
  - Winton Hoch, She Wore a Yellow Ribbon (Color)

## Anii 1940
- 1949
  - William H. Daniels, The Naked City (Alb-negru)
  - Joseph Valentine, William V. Skall și Winton Hoch, Joan of Arc (Color)
- 1948
  - Guy Green, Great Expectations (Alb-negru)
  - Jack Cardiff, Black Narcissus (Color)
- 1947
  - Arthur C. Miller, Anna and the King of Siam (Alb-negru)
  - Charles Rosher, Leonard Smith și Arthur Arling, The Yearling (Color)
- 1946
  - Harry Stradling, The Picture of Dorian Gray (Alb-negru)
  - Leon Shamroy, Leave Her to Heaven (Color)
- 1945
  - Joseph LaShelle, Laura (Alb-negru)
  - Leon Shamroy, Wilson (Color)
- 1944
  - Arthur C. Miller, The Song of Bernadette (Alb-negru)
  - Hal Mohr și W. Howard Greene, Phantom of the Opera (Color)
- 1943
  - Joseph Ruttenberg, Mrs. Miniver (Alb-negru)
  - Leon Shamroy, The Black Swan (Color)
- 1942
  - Arthur C. Miller, How Green Was My Valley (Alb-negru)
  - Ernest Palmer și Ray Rennahan, Blood and Sand (Color)
- 1941
  - George Barnes, Rebecca (Alb-negru)
  - Georges Périnal, Hoțul din Bagdad (Color)

Din 1940 s-au acordat premii separate pentru filmele alb-negru și color:
- 1940
  - Gregg Toland, Wuthering Heights (Alb-negru)
  - Ernest Haller și Ray Rennahan, Pe aripile vântului (Color)

## Anii 1930
- 1939 - Joseph Ruttenberg, The Great Waltz
- 1938 - Karl Freund, The Good Earth
- 1937 - Tony Gaudio, Anthony Adverse
- 1936 - Hal Mohr, A Midsummer Night's Dream
- 1935 - Victor Milner, Cleopatra
- 1933-1934 Charles Lang, A Farewell to Arms
- 1932-1933 Lee Garmes, Shanghai Express
- 1931-1932 Floyd Crosby, Tabu: A Story of the South Seas
- 1930-1931 Joseph T. Rucker și Willard Van Der Veer, With Byrd at the South Pole

## Anii 1920
- 1929-1930 Clyde DeVinna, White Shadows in the South Seas
- 1928-1929 Charles Rosher și Karl Struss, Sunrise